# Glisno (gmina Sulęcin)
Glisno (niem. Gleissen) – kolonia w Polsce położona w województwie lubuskim, w powiecie sulęcińskim, w gminie Sulęcin.

## Historia
Po 1945 wieś zasiedlana była przez osadników wojskowych. W latach 1975–1998 miejscowość należała administracyjnie do województwa gorzowskiego.